# Nectopsyche nordmani
Nectopsyche nordmani là một loài Trichoptera trong họ Leptoceridae. Chúng phân bố ở miền Cổ bắc.